# Pseudodiploria clivosa
Pseudodiploria clivosa, conocida como coral cerebro nudoso, es una especie colonial de coral pétreo en la familia Mussidae. Se encuentra en aguas someras en el Océano Atlántico Occidental y el Mar Caribe.

## Descripción
El coral cerebro nudoso es un coral masivo que forma cúpulas hemisféricas o, particularmente en áreas de alta acción de olas, forma placas y encrusta el lecho marino. Puede crecer hasta un diámetro de aproximadamente 1,3 metros (1,4 yd). La superficie de la cúpula generalmente tiene una serie de protuberancias o nudos, pero esta especie no es fácil de distinguir del coral cerebro simétrico que tiende a tener un contorno más suave. La superficie consta de crestas convolutas bien delimitadas con valles intermedios. No hay una ranura en forma de canal en la parte superior de la cresta, como es el caso en el coral cerebro estriado bastante similar ‘’(Diploria labyrinthiformis)‘’. Los pólipos de coral están dispuestos a lo largo de los fondos de los valles, cada uno sentado en una pequeña copa de piedra o corallite. Los lados de estos tienen paredes diminutas llamadas septa que vienen en cuatro ciclos de diferentes tamaños. Se extienden fuera de los corallites como costae que unen un corallite a otro pero son discontinuos en esta especie, otro factor distintivo. El color del coral suele ser algún tono de marrón amarillento o verdoso y es causado por la presencia de simbióticos dinoflagellates llamados zooxanthellae en los tejidos del coral.

## Distribución y hábitat
El coral cerebro nudoso es una especie común y se encuentra en el sur de Florida, el Mar Caribe y las Bahamas. Se encuentra creciendo en arrecifes, en praderas de pasto marino ‘’(Thalassia testudinum)‘’, en lagunas y a veces en mangroves. Crece a profundidades de hasta 40 metros (43,7 yd) pero es más común a profundidades menores de 5 metros (5,5 yd).
Los restos fosilizados de Pseudodiploria clivosa se han encontrado junto a los de otros corales masivos Pseudodiploria strigosa, Siderastrea siderea y Solenastrea bouroni en depósitos marinos en Río Grande de Manatí, Puerto Rico que datan del Pleistoceno.

## Biología
Durante el día, los pólipos del coral cerebro nudoso se retraen en los corallites, pero por la noche emergen y extienden sus tentáculos para alimentarse. Las zooxanthellae son fotosintéticas y hasta el cincuenta por ciento de su producción se transfiere al anfitrión mientras hacen uso de los residuos nitrogenados del coral.
El coral cerebro nudoso crece por la aparición de nuevos pólipos y la deposición de nuevo material calcáreo. El crecimiento es muy lento y los corales grandes pueden tener más de cien años. La reproducción sexual ocurre mediante la liberación de gametos en la Water column. Las larvas planula flotan con las corrientes antes de asentarse en el lecho marino y sufrir metamorphosis en pólipos. Estos comienzan a secretar sus propios esqueletos y fundan nuevas colonias.